# Taqiya (Islamismo)
No islamismo xiita, Taqiya ou Taqiyya (em árabe: تقیة taqiyyah, literalmente "prudência, medo")  é uma dissimulação preventiva ou negação da crença e prática religiosa em razão de perseguição sofrida.
Um termo relacionado é Kitmān (lit. "ação de cobrir, dissimulação"), que tem um sentido  mais específico de dissimulação por silêncio ou omissão.
Esta prática é enfatizada no islamismo xiita, pelo qual os adeptos podem ocultar sua religião quando sob ameaça de perseguição ou compulsão. A prática é rejeitada no islamismo sunita. Existem dois elementos principais do conceito: evitar a divulgação da associação com os Imames ao fazê-lo pode expor a comunidade a perigos ou danos, e manter os ensinamentos esotéricos dos Imames escondidos daqueles que não estão preparados para recebê-los.
Taqiyya foi inicialmente  realizado sob coação por alguns dos companheiros de Maomé. Mais tarde, tornou-se particularmente importante para os xiitas devido à sua experiência como minoria religiosa perseguida. De acordo com a doutrina xiita, a taqiyya é permitida em situações em que há perigo esmagador de perda de vida ou propriedade e onde nenhum perigo para a religião ocorreria. Taqiyya também foi politicamente justificada particularmente entre os doze xiitas, a fim de manter a unidade entre os muçulmanos e a fraternidade entre os clérigos xiitas.
Yarden Mariuma, sociólogo da Universidade de Columbia, escreve: "Taqiyya é um termo jurídico  e islâmico cujo significado é mutável se refere a quando um muçulmano é permitido, sob a lei da Sharia, a mentir. Um conceito cujo significado variou significativamente entre as seitas islâmicas, estudiosos, países e regimes políticos, é, no entanto, um dos termos-chave usados pelos recentes polemistas anti-muçulmanos."